# Francesc Morillo
Francesc Morillo fou canonge ardiaca de la Seu d'Urgell. Va ésser nomenat President de la Generalitat de Catalunya el 22 de juliol de 1626. Sembla que també va ser canonge de la catedral de Solsona.
Durant el seu trienni al front de la Generalitat es produeixen les interrompudes Corts de Barcelona (1626) en les que Felip IV de Castella va jurar les constitucions catalanes que no havia fet des del seu nomenament el 1621.
En aquesta reunió parlamentària, la part catalana s'oposà al projecte de la Unió d'Armes del comte-duc Olivares, que preveia el sosteniment estable d'un exèrcit de 16.000 homes pagats per la Diputació.
El fracàs de les negociacions parlamentàries, motivat per aquests i altres conflictes, deturà l'aprovació de noves lleis previstes per ampliar la base representativa de la Diputació i constituir la Sala de Sant Jordi, un tribunal de garanties constitucionals destinat a reformar l'Observança.
Els comtats del Rosselló i la Cerdanya descontents del govern sedentari concentrat en Barcelona, en les seves preocupacions i en les baralles amb Madrid, varen presentar al rei una sol·licitud d'independència que va arribar a coneixement de la Generalitat el 13 de març de 1627.